# Courrier des Pays-Bas

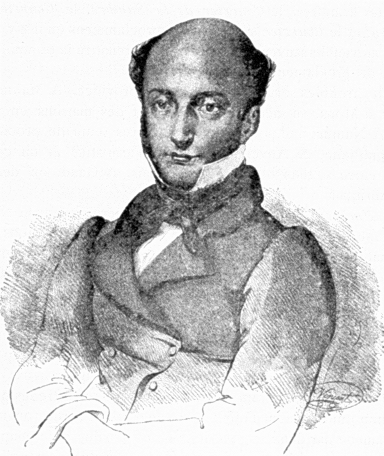
Louis de Potter

De Courrier des Pays-Bas (Nederlandse Courier) was een liberale Brusselse krant, die in het Verenigd Koninkrijk der Nederlanden de belangrijkste stem van de zuidelijke oppositie was. Hij verscheen vanaf augustus 1821.
In 1828 werd hoofdredacteur Louis de Potter veroordeeld tot achttien maanden gevangenis en duizend gulden boete, wegens heftige kritiek op de regering van koning Willem I. Dit politieke proces was de meest spectaculaire botsing tussen de liberale oppositie en de autoritaire regering. Meteen na zijn vrijlating werden De Potter en anderen op 30 april 1830 voor acht jaar verbannen wegens revolutionaire geschriften.
In 1830 was de Courrier met 4500 abonnementen de grootste Nederlandse krant. Naast De Potter waren nog verschillende Fransgezinde protagonisten redacteur van de krant, met name Lucien Jottrand, Alexandre Gendebien, Jean-Baptiste Nothomb en Sylvain Van de Weyer. Journalisten van de krant waren de aanstichters van de rellen die leidden tot de Belgische Revolutie.
In 1832 werd Jottrand eigenaar en hoofdredacteur van de krant, die hij omdoopte tot Courrier belge.